# Ochropleura vibora
Ochropleura vibora är en fjärilsart som beskrevs av Paul Dognin 1897. Ochropleura vibora ingår i släktet Ochropleura och familjen nattflyn. Inga underarter finns listade i Catalogue of Life.